# Makgadikgadi-Salzpfannen
Koordinaten: 20° 49′ 0″ S, 25° 25′ 0″ O

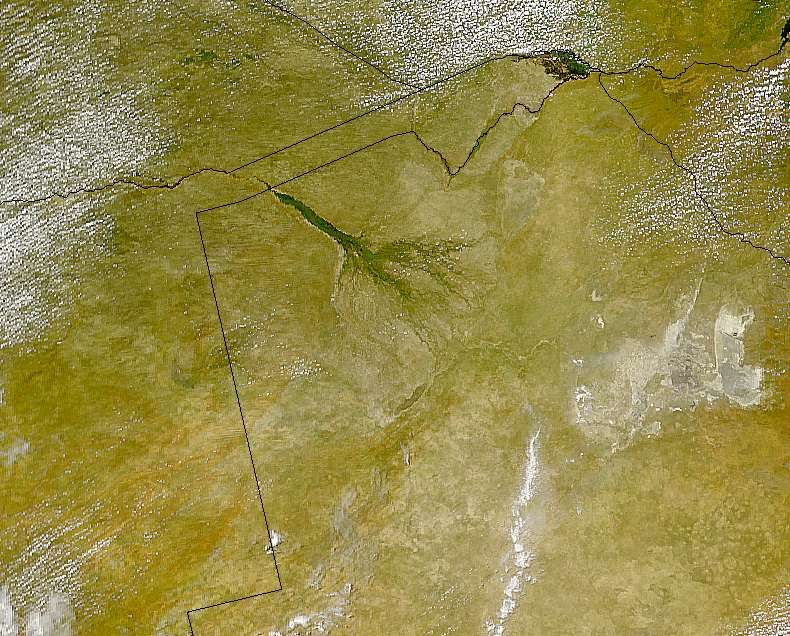
Die Makgadikgadi-Salzpfannen (weiß) östlich des Okavangodeltas in einer Satellitenaufnahme der NASA

Die Makgadikgadi-Salzpfannen [maˈkxadiˈkxadi] (englisch: Makgadikgadi Pans) sind eine Ansammlung einzelner Salzpfannen im Nordosten Botswanas, im Central District. Einer wissenschaftlichen Studie der Universität Sydney zufolge liegt hier die Geburtsstätte des Homo sapiens.

## Geografie
Die Makgadikgadi-Pfannen bestehen aus einer Vielzahl größerer und kleinerer Salzpfannen, die im nordöstlichen Bereich der Kalahari südöstlich des Okavangodeltas liegen. Mit einer Ausdehnung über mehr als 8400 km² gelten sie, nach dem Salar de Uyuni in Bolivien und der Großen Salzwüste in Utah, USA, als eine der größten Salzpfannen der Erde. Die wichtigsten Zuflüsse sind der Nata (aus dem Zusammenfluss von Maitengwe und Manzamnyama) in die Sowa-Pfanne und der aus dem Okavangodelta kommende Boteti, der saisonal die Ntwetwe-Pfanne speist.

## Entstehung
An der Stelle der heutigen Makgadikgadi-Salzpfannen war früher ein großer See (Makgadikgadisee). Er umfasste im Mittel etwa 60.000 km² und erreichte eine Tiefe von bis zu 30 Metern. Da der See ohne Abfluss war, konzentrierte sich das Salz. Durch eine Klimaveränderung und Erdverschiebungen vor rund 4000 Jahren trocknete der See aus und ließ an seinen tiefsten Stellen bis zu fünf Meter tiefe Salzkrusten zurück, die heutigen Salzpfannen.

## Landschaft
Die Makgadikgadi-Salzpfannen sind die am dünnsten besiedelte Region Botswanas. Die Pfannen sind vegetationslos, an ihren Rändern findet sich flaches Grasland. Die mit Abstand größten Pfannen sind die Ntwetwe-Pfanne und die Sowa-Pfanne. Wegen des Mopipi-Staudamms, der die Diamantmine in Orapa mit Wasser versorgt, führt der Boteti, der Zufluss zur Ntwetwe-Pfanne, heute nur noch sehr selten Wasser in die Pfanne. Daher liegt sie fast immer trocken. Die Sowa-Pfanne wird vom Nata gespeist. Während der Regenzeit bildet sich im Nordteil meist ein großer See, der viele Vögel anzieht, darunter Pelikane, Flamingos, Reiher und Störche.

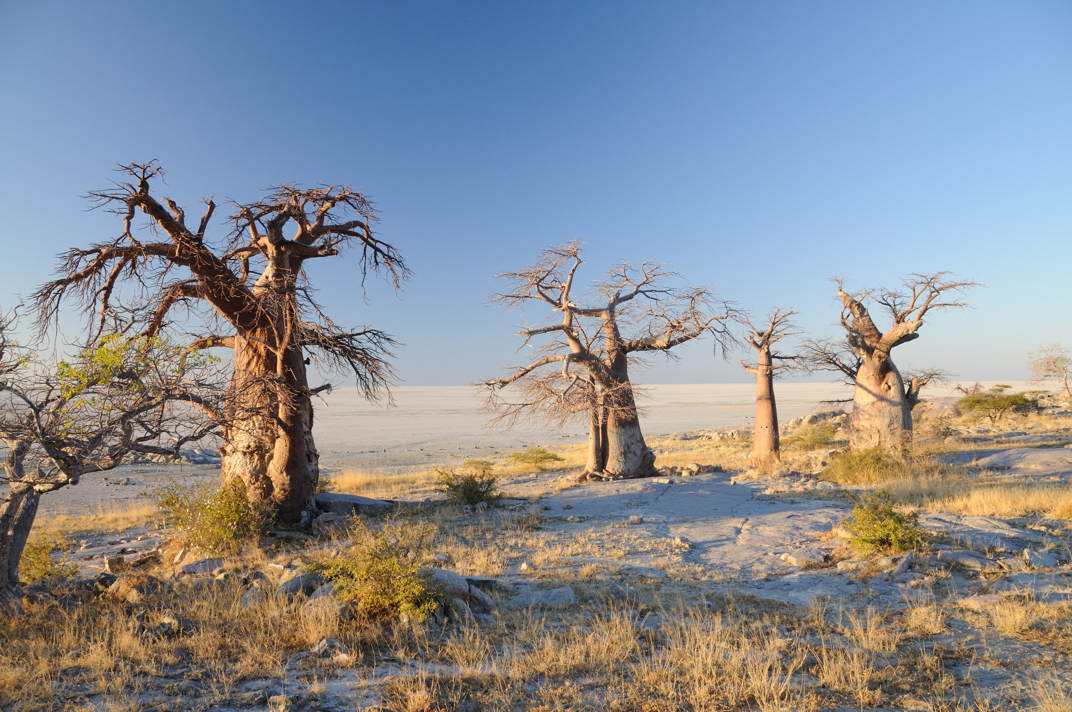
Kubu Island, zwischen der Sowa- und der Ntwetwe-Salzpfanne

## Tier- und Pflanzenwelt
Die Salzpfannen selbst sind reine Salzwüsten, die von Grassavanne umgeben sind. Nördlich und westlich der Ntwetwe-Pfanne wachsen auch Doumpalme (Hyphaene) und insbesondere die Inseln – wie Kubu Island und Gabasedi Island – sind mit Baobab (Affenbrotbaum) bestanden, die zum Teil touristische Bekanntheit erlangt haben, wie Baines Baobabs oder Chapman’s Baobab.
Während in der Trockenzeit nur wenige Tierarten, vor allem Vögel, wie Strauß, Fahlregenpfeifer, Hirtenregenpfeifer, verschiedene Schildkröten und Echsen, wie Weißkehlwarane oder der endemische Makgadikgadi-Stachelagame (Agama hispida makgadikgadiensis) in dem tagsüber heißen und trockenen Klima überleben können, zieht in der hochsommerlichen Regenzeit von Dezember bis März das Wild von Chobe und Linyanti sowie aus dem Okavangodelta auf die offenen Grasflächen. Zu der Zeit konzentriert sich das Wild in den nördlich gelegenen Gebieten von der Nxai-Pfanne im Westen bis zur Sowa-Pfanne im Osten.
Vor allem Grasfresser wie Spießbock, Springbock, Impala, Streifengnu und Steppenzebra wandern regelmäßig zu den Makgadikgadi-Pfannen. Kaffernbüffel und Elefant hingegen ziehen nur während sehr feuchter Jahre in diese Regionen. Der Beute folgen die Jäger wie Löwe, Leopard, Gepard, Karakal, Hyäne, Afrikanischer Wildhund und Schakal.
Dort wo die Salzpfannen in feuchten Jahren überflutet sind und riesige Seen bilden, verwandelt sich die Salzwüste in einen Lebensraum für Wasservögel wie Enten, Gänse und den Rosapelikan. In diesen Jahren sind die Salzpfannen auch Heimat und Brutplatz für Tausende von Flamingos.
Am Ende der Regenzeit (gegen Mai) wandert das Wild weiter südlich, zu den Makgadikgadi-Ebenen auf die Grassavannen am Rande der Ntwetwe-Pfanne. Wenn nach Ende der Regenzeit die kleineren Pfannen auszutrocknen beginnen, zieht das Wild zum Boteti und wandert diesen hinauf bis ins Okavangodelta und dann teilweise weiter nach Nordosten an Linyanti und Chobe.

## Wirtschaft
Von wirtschaftlicher Bedeutung sind das Unternehmen Botswana Ash (Botash), die in der Mitte der Sowa-Pfanne Natriumcarbonat und Salz abbaut, und die größten Diamantminen der Welt bei Orapa. Südlich der Ntwetwe-Salzpfanne gelegen, verbrauchen sie einen großen Teil des vom Boteti aus dem Okavangodelta hierher geleiteten Wassers und stellen dadurch ein Problem für das natürliche Gleichgewicht und den Wasserhaushalt der Region dar. Daneben spielt der Tourismus für die gesamte Zentral-Kalahari eine herausragende Rolle.

## Tourismus
Am westlichen Rand der Salzpfannen befinden sich der Makgadikgadi-Pans- und der Nxai-Pan-Nationalpark, beide nur durch eine Straße getrennt. Das Vorkommen von Wildtieren in beiden Pfannen ist stark von der Jahreszeit abhängig. Im Norden der Sowa-Pfanne liegt das Nata Bird Sanctuary, das einen kleinen, regelmäßig überfluteten Teil der Salzpfanne und angrenzendes Grasland umfasst. Hier findet man nach einer ergiebigen Regenzeit beste Möglichkeiten zur Vogelbeobachtung. Im Südwesten der Sowa-Pfanne liegt Kubu Island, eine kleine Erhebung an der Pfanne, wo Reste früherer Besiedlung zu finden sind.

## Einzugsgebiet

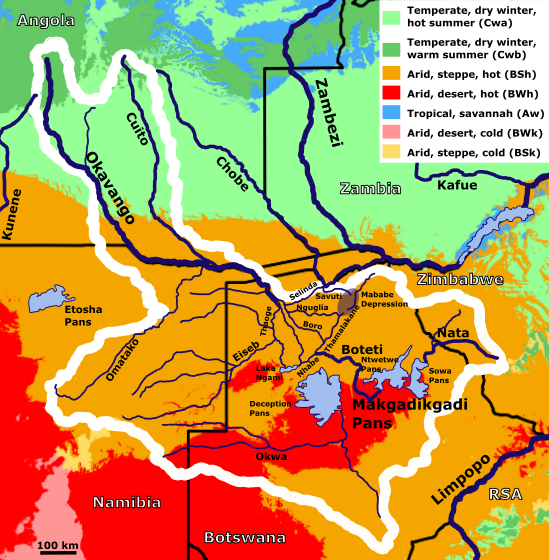
Das Einzugsgebiet der Makgadikgadi-Pfannen unterlegt mit Klimazonen nach Koeppen - Geiger

Die Makgadikgadi-Salzpfannen sind der tiefste Punkt eines hydrologischen Beckens im nördlichen Kalahari-Becken. Das Gesamteinzugsgebiet des endorheischen Beckens beträgt 721.258 km² und liegt zum größten Teil in aridem Wüstenklima. Der Hauptanteil des Einzugsgebietes mit 413.550 km² gehört hydrologisch zum im angolanischen Hochland entspringenden Okavango. Dies beinhaltet allerdings auch trockene Flussbetten wie den Eiseb und den Omatako, der nur im Oberlauf Wasser führt, und die Flächen bis zum Cuando, in denen es zu Wechselwirkungen mit dem Sambesi-Einzugsgebiet kommt. Der Teil der Fläche, die tatsächlich zum Abfluss bringt, beträgt nur noch 171.000 km² (plus 15.844 km² Delta).
Da der größte Teil des Einzugsgebietes in Gebieten mit 300 bis 500 mm Niederschlag im Jahr liegt, steuern die verbleibenden gut 300.000 km² kaum Wasser dem Becken bei. Nennenswerte Mengen kommen nur noch von dem aus Simbabwe kommenden Nata, der aber nur gut 20.000 km² Einzugsgebiet hat. Der Rest gehört dem aus der Kalahari kommenden Okwa und der Deception-Pfanne mit 164.543 km² oder den anderen Pfannen an.
Das Makgadikgadi-Becken erstreckt sich über vier Länder. Den größten Teil mit knapp der Hälfte liegt in Botswana. Den Rest, abgesehen von einem kleinen Stück in Simbabwe, teilen sich Angola und Namibia fast hälftig.
Das Makgadikgadi-Einzugsgebiet teilt sich wie folgt auf:
| Staaten  | Einzugsgebiet der Landesfläche [km²] | Fläche des Einzugsgebiets [%] | Landesfläche [%] |
| -------- | ------------------------------------ | ----------------------------- | ---------------- |
| Botswana | 338.270                              | 046,9                         | 58,1             |
| Angola   | 199.067                              | 027,6                         | 16,0             |
| Namibia  | 163.726                              | 022,7                         | 19,9             |
| Simbabwe | 020.195                              | 002,8                         | 05,2             |
| Gesamt   | 721.258                              | 100,0                         |                  |